# Alexander Gallas
Alexander Gallas (* 1976 in Bonn) ist ein deutscher Politikwissenschaftler.

## Leben
Gallas studierte von 1996 bis 2003 Philosophie, Politikwissenschaft und Ethnologie an der Freien Universität Berlin. Dort machte er seinen Magister-Abschluss. Im Anschluss absolvierte er einen Master im Fach Soziologie an der Lancaster University, dem sich die Promotion in den Jahren 2004 bis 2010 anschloss. Sein Doktorvater war Bob Jessop. 
Berufliche Stationen führten Gallas u. a. an die Lancaster University und die Universität Kassel, wo er auch 2023 habilitiert wurde. Seit 2025 ist er Professor für die Organisation und Transformation wohlfahrtsstaatlicher Sicherungssysteme im Fachbereich Soziale Arbeit & Gesundheit der Frankfurt University of Applied Sciences. Zu seinen gegenwärtigen Forschungsschwerpunkten zählen Klassentheorie und -analyse, Arbeitsverhältnisse und Streiks sowie Staat und Sozialstaat.
Gallas ist Mitglied der Assoziation für kritische Gesellschaftsforschung und der Deutschen Vereinigung für Politikwissenschaft. In den deutschen Medien ist er als Streikforscher bekannt. Er ist verheiratet und Vater zweier Söhne.

## Veröffentlichungen (Auswahl)
- mit Lars Bretthauer, Ingo Stützle, John Kannankulam (Hrsg.): Poulantzas lesen. Zur Aktualität marxistischer Staatstheorie. VSA-Verlag, Hamburg 2006, ISBN 978-3-89965-177-5. (PDF).
  - englischsprachige Ausgabe: Reading Poulantzas. Merlin Press, London 2011, ISBN 978-0-85036-647-1.
- mit Jörg Nowak und Florian Wilde (Hrsg.): Politische Streiks im Europa der Krise, VSA Verlag, Hamburg 2012 (PDF).
- The Thatcherite Offensive: A Neo-Poulantzasian Analysis, Leiden, Brill 2015.
- Im Angesicht der Ungleichstellung: Leiharbeit als Herausforderung für gewerkschaftliche Strategien, HBS study Nr. 490, Hans-Böckler-Stiftung (PDF).
- Exiting the factory, Volume 1: Global labour studies and class theory, Bristol, Bristol University Press 2024.
- Exiting the factory, Volume 2: Non-industrial labour stoppages around the world, Bristol, Bristol University Press 2024.